# Канал Машинный
Машинный канал — канал, входящий в калмыцко-астраханскую рисовую оросительную систему. Находится в Черноярском районе Астраханской области, берет своё начало близ села Чёрный Яр, где его наполняет водой из Волги насосная станция, и впадает в Кривую луку. Имеет длину 10 километров. Являлся ударной комсомольской стройкой «Главастраханрисстроя» в 1970—1980 годах. Используется для орошения Астраханских и Калмыцких земель, а также для снабжения водой степных населённых пунктов Калмыкии.